# Mikuláš Sviták z Landštejna
Mikuláš Sviták z Landštejna (1434–1485), zvaný někdy též Svitáček, byl český šlechtic, patřící k vedlejší rodové větvi pánů z Landštejna, tzv. Svitákům. Landštejnové byli starý panský rod, jeden z pěti hlavních rozrodů mocných Vítkovců. Jejich erbem byla stříbrná pětilistá růže v červeném poli. Samotní Svitákové z Landštejna pak pocházeli nejspíše od Vítka ze Skalice a vlastnili původně Želeč na Táborsku.

## Život
Mikuláš Sviták z Landštejna se narodil v roce 1434. Byl to patrně on, kdo začal poprvé používat přízvisko „Sviták“, přičemž původ tohoto jména není jasný. Lze se jen dohadovat, zda to mělo nějakou souvislost s jeho pozdějším úřadem nejvyššího písaře desek zemských (od slova „svitek“?).[zdroj?]
19. prosince 1463 je uváděn jako purkrabí na královském hradě Hluboká. Ve stejném roce také získal sňatkem z Hedvikou z Hradištka tvrz Tuchoraz poblíž Českého Brodu (Hedvika byla vdovou po bývalém majiteli tvrze Danielu Žitavském z Tuchoraze a Mikuláš se stal jejím druhým manželem).
O pár let poté opustil místo purkrabího na Hluboké a odešel ke královskému dvoru, kde v letech 1468 až 1471 zastával prestižní úřad dvorského maršálka královny Johanky, manželky českého krále Jiřího z Poděbrad. Zároveň zastával úřad nejvyššího písaře zemských desek (1468–1485), což z něj udělalo jednoho z předních mužů v království a přineslo mu to i nemalé finanční zisky. Johance stál věrně po boku i po smrti Jiřího a pomáhal jí dosáhnout zvolení polského prince Vladislava Jagellonského českým králem, jak si to král Jiří přál ve své závěti.
Díky příjmům ze svého úřadu si mohl dovolit přestavět roku 1477 původní tuchorazskou tvrz na malý, ale honosný hrádek s mohutnou vstupní věží, prostorným palácem, menšími obrannými věžemi a hradbami. Hrad byl chráněn příkopem s padacími mosty a hospodářskými budovami předhradí. Na vstupní věži se dochovala unikátní pamětní deska, jejíž text umožňuje přesné datové zařazení stavby a jmenuje nejen stavebníka, ale zcela výjimečně i jejího stavitele: "Léta božieho MCCCCLXXVII tato veže dělána jest skrze náklad urozeného pána, pana Mikuláše z Landštejna, nejvyššieho písaře desk královstvie českého a dělal jest mistr Květoň. Amen".

## Po smrti
Po smrti Mikuláše hrádek zdědil jeho syn Jan, jenž byl od roku 1493 rovněž pánem na Chlumci a v roce 1505 koupil manství chrástecké. Jeden z Janových synů Mikuláš (nezaměňovat s výše jmenovaným) byl od roku 1529 pánem na Krašově.
Landštejnové Tuchoraz drželi až do roku 1579, kdy byla prodána Smiřickým ze Smiřic, kteří ji připojili ke svému černokosteleckému panství. Hrádek tím ztratil svou rezidenční funkci a od té doby byl už jen sídlem vrchnostenských úředníků a postupně chátral. Do dnešní doby se z něj dochovala jen vstupní věž a několik posledních zbytků hradeb a paláce. Věž je jednou z významných stavebních památek pozdní gotiky z období vlády Jiřího z Poděbrad na českém území, oplývá geniem loci a stojí za bližší návštěvu, kterou lze dohodnout s jejím soukromým vlastníkem, tuchorazským ovocnářem Vyšatou.[zdroj?]